# Emilio Sagi Barba
Emilio Sagi Barba (ur. 1876 w Mataró, Hiszpania, zm. 1949 w Alicante) – śpiewak kataloński.